# Amphineurus koghiensis
Amphineurus koghiensis är en tvåvingeart som beskrevs av Hynes 1993. Amphineurus koghiensis ingår i släktet Amphineurus och familjen småharkrankar. Inga underarter finns listade i Catalogue of Life.